# トゥマノヴォ駅
トゥマノヴォ駅（ロシア語：Станция Туманово）は、ロシア連邦スモレンスク州ビャーゼムスキー地区トゥマノヴォにある、ロシア鉄道の駅。モスクワ・スモレンスク鉄道上の駅で、エレクトリーチカ（近郊列車）が停車する。

## 隣の駅
ロシア鉄道
モスクワ・スモレンスク鉄道
エレクトリーチカ
205km駅 - トゥマノヴォ駅 - 215km駅